# Bùi Thị Nhung
Bùi Thị Nhung (* 21. Januar 1983 in Vĩnh Bảo, Hải Phòng) ist eine vietnamesische Hochspringerin.
2003 gewann sie den Titel bei den Leichtathletik-Asienmeisterschaften. Bei den Olympischen Spielen 2004 in Athen schied sie in der Qualifikation aus. 2005 und 2007 holte sie Gold bei den Südostasienspielen. 2009 schied sie ohne gültigen Versuch bei den Leichtathletik-Weltmeisterschaften in Berlin aus.

## Persönliche Bestleistungen
- Hochsprung: 1,94 m, 4. Mai 2005, Bangkok (nationaler Rekord)
- Halle: 1,90 m, 11. Februar 2007, Macau (nationaler Rekord)